# Ambasadorowie Wenecji we Francji
Republika Wenecka wysyłała swych ambasadorów do Paryża już w XV wieku.

## Weneccy ambasadorzy we Francji (chronologicznie)

### XV wiek
- 1492 Zaccaria Contarini
- 1498 Giampietro Stella

### XVI wiek
- 1535 Marino Giustinian
- 1538 Nicolo Tiepolo
- 1538 Francesco Giustinian
- 1542 Matteo Dandolo
- 1547 Marino Cavalli
- 1547 Matteo Dandolo (II raz)
- 1549 Francesco Giustinian (II raz)
- 1551 Loreno Contarini
- 1554 Giovanni Capello
- 1558 Giovanni Soranzo
- 1561 Giovanni Michiel
- 1562 Michele Suriano
- 1564 Marcantonio Barbaro
- 1569 Giovanni Correr
- 1572 Alvise Contarini
- 1572 Giovanni Michiel (II raz)
- 1574 Sigismondo Cavalli
- 1575 Giovanni Michiel (III raz)
- 1578 Giovanni Michiel (IV raz)
- 1577–1579 Girolamo Lippomano
- 1582 Lorenzo Priuli
- 1595 Giovanni Dolfin
- 1598 Pietro Duodo

### XVII wiek
- 1600 Francesco Vendramin
- 1605 Angelo Badoer
- 1608 Pietro Priuli
- 1610 Agostino Nani
- 1611 Antonio Foscarini
- 1616 Pietro Contarini
- 1617 Vincenzo Gussoni
- 1617 Ottaviano Bon
- 1629 Giorgio Zorgi
- 1637 Alvise Contarini
- 1641 Angelo Correr
- 1643 Angelo Contarini, Giovanni Grimani
- 1648 Battista Nani
- 1653 Michele Morosini
- 1655 Giovanni Sagredo
- 1660 Battista Nani (II raz)
- 1664 Alvise Grimani
- 1665 Alvise Sagredo
- 1668 Marco Antonio Giustinian
- 1671 Giovanni Morosini
- 1674 francesco Michiel
- 1676 Ascanio II Giustinian
- 1683 Domenico Contarini i Sebastiano Foscarini
- 1688 Girolamo Venier
- 1695 Pietro Venier
- 1699 Nicolo Erazzo
- 1699–1703 Alvise Pisani

### XVIII wiek
- 1723 Nicolo Foscarini, Lorenzo Tiepolo
- 1743 Anrea Morosini Barbon da Lezze
- 1752 Lorenzo Morosini
- ?-1764 Giandomenico Almorò Tiepolo
- 1764–1768 – kawaler Gradenigo
- 1769–1773 Sebastiano Alvise Mocenigo
- 1773–1776 Giovanni Alvise Mocenigo
- 1776–1780 – Marco Zeno
- 1780–1785 Daniele Dolfin
- 1790 Antonio Capello
- 1792 Alvise Pisani

### Literatura
- Luigi Firpo, Relazioni di ambasciatori veneti al Senato : tratte dalle migliori edizioni disponibili e ordinate cronologicamente, Torino 1965.
- Carlo Goldoni, Pamiętniki, PIW Warszawa 1958.